# Key Nilson
Key L. Nilson, född 1938, död 2002, var en svensk fotograf. Han fick sin utbildning hos fotograf Arne Wahlberg i Stockholm 1954–1958. Därefter var han verksam som frilans med eget företag fram till sin död. 
Under 1950- och 1960-talen deltog Key L Nilson flitigt i internationella fototävlingar. Han vann då många utmärkelser för sina svart-vita fotografier som ofta behandlade temat ”Form och rörelse”. Att fånga rörelsen i bilden var hans stora utmaning under den här perioden. Hög kornighet i bilden var också ett av hans signum. 
Det var också under denna period som The Museum of Modern Art i New York, under ledning av Edward Steichen, införlivade det svart-vita fotografiet ”Poker” i museets samlingar. Han fick då en personlig inbjudan till öppnandet av utställningen ”Recent Acquisitions” den 19 december 1960, en resa som den unge fotografen dock inte hade råd med.
Från 1970-talet, då färgfotot gjorde sitt intåg, arbetade han tillsammans med sin hustru Siv. Tillsammans producerade de ett 40-tal böcker om resor, mat och trädgård där Key svarade för bilderna och hustrun var författaren. Reseböckerna handlar främst om Frankrike och Italien. Bildmaterialet från Frankrike blev ytterst omfattande.
Andra böcker handlade bland annat om Gotland. Ett oräkneligt antal reportage, som även omfattade kultur och inredning tillkom under denna period. Key L Nilson släppte aldrig sitt intresse för det fria fotografiet. Kravet på perfekt komposition i bilden var heligt. Han var djupt konstintresserad, och inspirerades kanske främst av impressionisterna. Han drev också under ett par decennier konstgalleriet Kaplanen i Visby innerstad med högt kvalificerade utställare.
1980 spelade han också huvudrollen i  Lennart Jirlows TV-film ” Utflykt i det sköna”  där han gestaltade konstnären Claude Monet, inte utan en viss porträttlikhet. Bland fotografer beundrade han mest Ansel Adams underbara naturbilder. Han hade också flera separatutställningar på olika svenska museer.
Key L Nilson gjorde sig känd för sin fina behandling av ljuset. Han arbetade alltid i befintligt ljus och avskydde fullt solljus. Små speglar som reflekterade dagsljuset var så långt han kunde sträcka sig i ateljén. Exponeringstiderna blev därmed ibland mycket långa med den analoga bilden, men han var en av de få som behärskade denna kunskapskrävande teknik. Ett femtiotal svart-vita porträtt av svenska kulturpersoner verksamma under 1960-talet har donerats till Statens Porträttsamlingar/Nationalmuseum.  

## Priser och utmärkelser i urval
- 1957 Int. Exhibition of Modern Photography, Karlstad. Silvermedalj
- 1958 Chicago International Photographic Salon. Guldmedalj
- 1960 4:e Mostra Fotografica Bergamo Italien. Silvermedalj
- 1960 Inköp av bilden ” Poker” till The Museum of Modern Art i New York.
- 1960 Leica Fotos aus aller Welt. Guldmedalj för fotografiskt skapande i svart-vitt.
- 1960 Tidningen Fotos mästartävlan. Medalj för färgfoto.
- 1961 San Adrian de Besos Spanien. 2:a pris.
- 1961 Concorso Internazionale Fotocolore Bergamo Italien. Medalj.
- 1961 Tidningen Fotos mästartävlan. Medalj för svart-vitt foto.
- 1961 Vinnare i Int. Picture Contest Popular Photography
- 1962 4:e Biennale Internazionale Di Modena Di Arte Fotografica Italien. Medalj
- 1962 Leica Fotos aus aller Welt. Guldmedalj för fotografiskt skapande färgfoto.
- 1963 International Salon d`Art Photographique Pentange. Medalj
- 1963 Riksfototävlingen. Stor silverplakett.
- 1964 5:e Biennale Internazionale Di Modena Di Arte Photografica Italien. Medalj.
- 1965 Mostra Italiena di Reportages Italien. Medalj.
- 1967 Vom glück des Menschen Berlin. Medalj.
- 1967 Svenska Turistföreningens fototävlan. 1:a pris

- 2000 Médaille d`Or du Tourisme från Franska Statens Turistministerium.

## Stipendier
- 1962 Svenska Fotografernas Förbunds Agfa-stipendium.
- 1965 Tidningen Vi.s Illustrationsstipendium.
- 1966 Stockholms stads Konstnärsstipendium
- 1970 Lidingö stads Kulturstipendium.
- 1985 LT:s fackbokspris.
- 1977-2000 Flertal stipendier från Sveriges Författarfond.

## Separatutställningar
- 1958  Bennos, Stockholm
- 1968  Wadköpingshallen, Örebro
- 1968  Gotlands Fornsal, Visby
- 1969  Värmlands Museum, Karlstad
- 1969  Stadsbiblioteket, Lidingö
- 1984  Gotlands Fornsal, Visby
- 1994  Gotlands Konstmuseum
- 1996  Konsthallen, Kristinehamn

Nilson finns även representerad vid Nordiska museet